# Le Vernet (Haute-Loire)
Le Vernet is een gemeente in het Franse departement Haute-Loire (regio Auvergne-Rhône-Alpes) en telt 36 inwoners (2009). De plaats maakt deel uit van het arrondissement Le Puy-en-Velay.

## Geografie
De oppervlakte van Le Vernet bedraagt 3,7 km², de bevolkingsdichtheid is dus 9,7 inwoners per km².
De onderstaande kaart toont de ligging van Le Vernet (Haute-Loire) met de belangrijkste infrastructuur en aangrenzende gemeenten.

## Demografie
Onderstaande figuur toont het verloop van het inwonertal (bron: INSEE-tellingen).